# Ahaha
Ne doit pas être confondu avec Aha ha, Ha ha ha ou ….
Ahaha (v. 1800 BC) est une investisseuse assyrienne, et l'une des premières femmes d'affaires documentées. Elle est connue par une tablette dans laquelle est se dit victime d'une fraude financière et supplie son frère de récupérer pour elle l'argent volé. On ne sait pas si ses appels ont été entendus. 

## Contexte historique
Ahaha a vécu pendant la période paléo-assyrienne et a grandi dans la capitale du royaume, Assur. Sa mère, Lamassī, a élevé Ahaha tandis que son père était principalement en poste à Kanesh (située dans l'actuelle Turquie), où il s'occupait d'affaires commerciales. À cette époque, la coutume voulait que les femmes soient à la tête du foyer et prennent les décisions financières, tandis que leurs maris voyageaient beaucoup en tant que marchands,. Les femmes géraient des sociétés par actions et s'occupaient des prêts, de l'immobilier et des tendances du marché. Les Assyriens gagnaient de l'argent en facilitant les échanges entre Babylone (et d'autres pays étrangers) et Kanesh, en voyageant dans des caravanes longue distance financées par des investisseurs, qui gagnaient des bénéfices tels que de l'or et de l'argent lorsque les échanges étaient fructueux. Après la mort de sa mère, Ahaha a pris le contrôle de la succession paternelle.

## Investissements
En tant que femme d'affaires, Ahaha a réalisé des investissements dans diverses sociétés anonymes, dont une gérée par l'associé de son père, Pazzur-Aššur. L'un des frères d'Ahaha, Buzāzu, a également investi dans la même société anonyme et a été chargé de gérer la part de sa sœur. Cependant, Buzāzu a exploité cette responsabilité en retirant les fonds de sa sœur pour ses propres affaires. Dans le cadre d'un projet financier courant à l'époque paléo-assyrienne, Ahaha a investi dans une caravane d'ânes qui devait effectuer un commerce de longue distance entre Assur et Kanesh. Au retour de la caravane, Ahaha se voit promettre une part des bénéfices en argent. Cependant, Ahaha conclut qu'elle a été escroquée lorsque l'argent ne lui est pas rendu.

## Tablette de recouvrement
Les tablettes cunéiformes mises au jour à Kanesh révèlent qu'Ahaha soupçonnait le fraudeur d'être son propre frère, Buzāzu. Dans une tablette d'argile écrite à son autre frère, Ahaha lui demande de l'aide :
Je n'ai rien d'autre que ces fonds... Prends soin d'agir de manière à ce que je ne sois pas ruiné !... Qu'une lettre détaillée de votre part me parvienne dès la prochaine caravane, disant que s'ils payent l'argent... C'est le moment de me rendre service et de m'épargner le stress financier!
La lettre souligne l'urgence de la récupération de l'argent volé et sa demande d'un avis de récupération.

## References
- (en) Cet article est partiellement ou en totalité issu de l’article de Wikipédia en anglais intitulé « Ahaha » (voir la liste des auteurs).

1. 1 2 3  (en-GB) Sophie Hardach, « The secret letters of history's first-known businesswomen », sur BBC, 13 janvier 2021 (consulté le 17 novembre 2024)
2. 1 2 3  Cécile Michael, Women of Assur and Kanesh, 2020, 411–414 p. (ISBN 9780884144557, lire en ligne)
3. ↑  Michel, C. (2020). Women of Assur and Kanesh: texts from the archives of Assyrian merchants (Vol. 42). SBL Press.
4. ↑   Thus speaks Tarām-Kūbi, Assyrian Correspondence Documentary. (2020). Video
5. ↑  Hamburg, U. (2022, June 20). Thus Speaks Tarām-Kūbi University of Hamburg